# Karlijn Sonderen
Karlijn Sonderen is actrice, auteur en theatermaker.

## Biografie
Karlijn Sonderen (volledige naam: Karlijn Sonderen Smit) volgde de acteursopleiding aan Artez Toneelschool Arnhem, Nederland.  In 2007-2008 studeerde ze kort aan het KASK Gent (BE) afstudeerrichting drama in het kader van een Erasmus uitwisseling. In 2008 behaalde zij in Nederland haar diploma theater.
Sonderen werkte samen met diverse gezelschappen in Nederland en België. Zij was betrokken als schrijfster, regisseur en actrice. Ze acteerde o.a. bij KOPERGIETERY uit Gent en BonteHond uit Almere. In 2013 won zij de STIP Jeugdtheaterprijs in samenwerking met Annelies Appelhof. Sonderen maakte en regisseerde in 2014 de voorstelling Echt/Nep! gebaseerd op het werk waarmee zij de Jeugdtheaterprijs won.
Zij werd in 2015 geselecteerd voor de Nieuwe Makers-regeling, waar talentvolle makers de kans krijgen om hun werk verder te ontwikkelen.

## Voorstellingen
- Bruiloft!, 2006
- De leugen in ere hersteld, 2007
- MightySociety5, 2007
- Punt., 2008
- Paleis debutanten, 2009
- Het verdriet aan de overkant, 2009
- Afscheid, 2010
- Schemerdag, 2010
- U dikke ma!, 2011
- Maart 2012, 2012
- On the flip side, 2012
- Met je hoofd boven water, 2013
- Syrious Mission theaterconcerten, 2014
- Plek, 2015
- Echt/Nep!, 2015
- Voor de zekerheid, 2017
- Zin (concept), 2018